# Laimosemion torrenticola
Laimosemion torrenticola es un pez de agua dulce la familia de los rivulines en el orden de los ciprinodontiformes.

## Morfología
De cuerpo alargado, los machos pueden alcanzar los 3,2 cm de longitud máxima.

## Distribución geográfica
Se encuentran en ríos de América del Sur, endémico de la cuenca fluvial del río Kamarang, pequeño afluente del río Esequibo, en Guyana o Venezuela.

## Hábitat
Viven en pequeños cursos de agua de clima tropical, de comportamiento bentopelágico y no migrador.